# Mongolische Transkription chinesischer Schriftzeichen

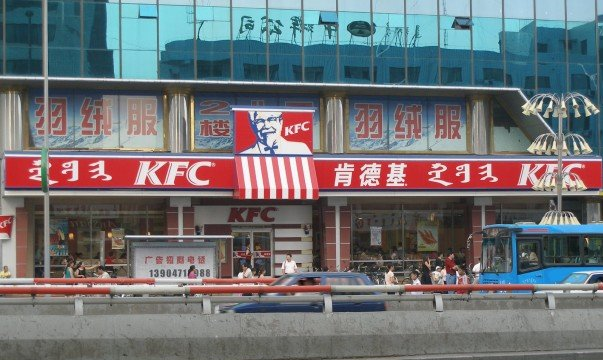
Ein KFC-Geschäft in Hohhot mit mongolischer Transliteration kwn dw jii für Standard-Chinesisch 肯德基 (kěndéjī).

Die mongolische Transkription chinesischer Schriftzeichen ist ein System zur Umschrift chinesischer Schriftzeichen. Dabei werden standardchinesische Pinyin-Transkriptionen in die traditionelle mongolische Schrift übertragen, die in der Inneren Mongolei (China) verwendet wird.

## Kreuztabelle
In der folgenden Tabelle gibt die erste Spalte den Anlaut wieder, der mit den Auslaut(silb)en der 2. Kopfzeile kombiniert wird. Das Ergebnis dieser Kombination steht im Kreuzungspunkt von Zeile und Spalte. Dort steht zunächst die chinesische Silbe in Lateinschrift (Pinyin) gefolgt von einem der chinesischen Schriftzeichen, die für die Wiedergabe von Lauten in nicht-chinesischen Sprachen in der Regel verwendet werden. Es folgt der mongolische Teil beginnend mit der mongolischen Buchstabenkombination in mongolischer Schrift und ihrer Umschrift in lateinischen Buchstaben (Romanisierung).
Genauso kann man verfahren, will man mongolische Wörter ins Chinesische übertragen: im Kreuzungspunkt nachschauen und das chinesische Schriftzeichen ablesen. Die einzige Zelle, wo kein chinesisches Schriftzeichen eingetragen ist, ist direkt in der ersten Zeile der Tabelle (Silbe 'ong'), da es kein chinesisches Schriftzeichen gibt, das diese Aussprache hat (normalerweise sollte dort irgendein Zeichen stehen, das der mongolischen Aussprache von 'öng' nahekäme).
| Vokal   | a           | a              | a              | a              | a                | e           | e              | e          | e              | e                | e               | o              | o                | o |
| Auslaut | a           | ai             | ao             | an             | ang              | e           | ei             | er         | en             | eng              | o               | ou             | ong              |   |
| ------- | ----------- | -------------- | -------------- | -------------- | ---------------- | ----------- | -------------- | ---------- | -------------- | ---------------- | --------------- | -------------- | ---------------- | - |
| Anlaut  | a 阿 ᠠa     | ai 哀 ᠠᠢai     | ao 熬 ᠣᠣoo     | an 安 ᠠᠨan     | ang 肮 ᠠᠩang     | e 額 ᠧew    | ei 欸 ᠧᠢewi    | er 儿 ᠡᠯel | en 恩 ᠧᠨewn    | eng 鞥 ᠧᠩewng    | o 喔 ᠣᠢᠸᠧöww    | ou 欧 ᠡᠸᠤewu   | ong ᠥᠩöng        |   |
| ᠪ b     | ba 巴 ᠪᠠ᠋ba  | bai 拜 ᠪᠠᠢbai  | bao 包 ᠪᠣᠣboo  | ban 班 ᠪᠠᠨban  | bang 邦 ᠪᠠᠩbang  |             | bei 杯 ᠪᠧᠢbwi  |            | ben 奔 ᠪᠧᠨbwn  | beng 崩 ᠪᠧᠩbwng  | bo 玻 ᠪᠣᠢᠸᠧböww |                |                  |   |
| ᠫ p     | pa 怕 ᠫᠠ᠋pa  | pai 拍 ᠫᠠᠢpai  | pao 抛 ᠫᠣᠣpoo  | pan 潘 ᠫᠠᠨpan  | pang 旁 ᠫᠠᠩpang  |             | pei 胚 ᠫᠧᠢpwi  |            | pen 噴 ᠫᠧᠨpwn  | peng 烹 ᠫᠧᠩpwng  | po 潑 ᠫᠣᠢᠸᠧpöww | pou 剖 ᠫᠸᠤpwu  |                  |   |
| ᠮ m     | ma 媽 ᠮᠠma  | mai 埋 ᠮᠠᠢmai  | mao 猫 ᠮᠣᠣmoo  | man 曼 ᠮᠠᠨman  | mang 忙 ᠮᠠᠩmang  |             | mei 眉 ᠮᠧᠢmwi  |            | men 悶 ᠮᠧᠨmwn  | meng 蒙 ᠮᠧᠩmwng  | mo 墨 ᠮᠣᠢᠸᠧmöww | mou 謀 ᠮᠸᠤmwu  |                  |   |
| ᠹ f     | fa 发 ᠹᠠ᠋fa  |                |                | fan 番 ᠹᠠᠨfan  | fang 方 ᠹᠠᠩfang  |             | fei 非 ᠹᠧᠢfwi  |            | fen 分 ᠹᠧᠨfwn  | feng 風 ᠹᠧᠩfwng  | fo 佛 ᠹᠣᠢᠸᠧföww | fou 否 ᠹᠸᠤfwu  |                  |   |
| ᠳ d     | da 大 ᠳ᠋ᠠda  | dai 呆 ᠳ᠋ᠠᠢdai  | dao 刀 ᠳ᠋ᠣᠣdoo  | dan 单 ᠳ᠋ᠠᠨdan  | dang 当 ᠳ᠋ᠠᠩdang  | de 德 ᠳ᠋ᠸdw  | dei 得 ᠳ᠋ᠸᠢdwi  |            | den 扽 ᠳ᠋ᠸᠨdwn  | deng 登 ᠳ᠋ᠸᠩdwng  |                 | dou 斗 ᠳ᠋ᠸᠤdwu  | dong 東 ᠳ᠋ᠥᠩdöng  |   |
| ᠲ t     | ta 他 ᠲᠠta  | tai 胎 ᠲᠠᠢtai  | tao 滔 ᠲᠣᠣtoo  | tan 灘 ᠲᠠᠨtan  | tang 湯 ᠲᠠᠩtang  | te 特 ᠲᠸtw  |                |            |                | teng 騰 ᠲᠸᠩtwng  |                 | tou 偷 ᠲᠸᠤtwu  | tong 通 ᠲᠥᠩtöng  |   |
| ᠨ n     | na 那 ᠨᠠna  | nai 乃 ᠨᠠᠢnai  | nao 閙 ᠨᠣᠣnoo  | nan 男 ᠨᠠᠨnan  | nang 嚢 ᠨᠠᠩnang  | ne 納 ᠨᠸnw  | nei 内 ᠨᠸᠢnwi  |            | nen 恁 ᠨᠸᠨnwn  | neng 能 ᠨᠸᠩnwng  |                 | nou 耨 ᠨᠸᠤnwu  | nong 農 ᠨᠥᠩnöng  |   |
| ᠯ l     | la 拉 ᠯᠠla  | lai 頼 ᠯᠠᠢlai  | lao 撈 ᠯᠣᠣloo  | lan 蘭 ᠯᠠᠨlan  | lang 郎 ᠯᠠᠩlang  | le 勒 ᠯᠸlw  | lei 類 ᠯᠸᠢlwi  |            |                | leng 冷 ᠯᠸᠩlwng  |                 | lou 楼 ᠯᠸᠤlwu  | long 龙 ᠯᠥᠩlöng  |   |
| ᠭ ᠺ g   | ga 嗄 ᠭᠠγa  | gai 該 ᠭᠠᠢγai  | gao 高 ᠭᠣᠣγoo  | gan 干 ᠭᠠᠨγan  | gang 剛 ᠭᠠᠩγang  | ge 哥 ᠺᠸgw  | gei 給 ᠺᠸᠢgwi  |            | gen 根 ᠺᠸᠨgwn  | geng 庚 ᠺᠸᠩgwng  |                 | gou 勾 ᠺᠸᠤgwu  | gong 工 ᠺᠥᠩgöng  |   |
| ᠻ k     | ka 咖 ᠻᠠ᠋ka  | kai 開 ᠻᠠᠢkai  | kao 考 ᠻᠣᠣkoo  | kan 刊 ᠻᠠᠨkan  | kang 康 ᠻᠠᠩkang  | ke 科 ᠻᠸkw  |                |            | ken 肯 ᠻᠸᠨkwn  | keng 坑 ᠻᠸᠩkwng  |                 | kou 摳 ᠻᠸᠤkwu  | kong 空 ᠻᠥᠩköng  |   |
| ᠬ ᠾ h   | ha 哈 ᠬᠠqa  | hai 孩 ᠬᠠᠢqai  | hao 蒿 ᠬᠣᠣqoo  | han 鼾 ᠬᠠᠨqan  | hang 航 ᠬᠠᠩqang  | he 喝 ᠾᠸhw  | hei 黑 ᠾᠸᠢhwi  |            | hen 痕 ᠾᠸᠨhwn  | heng 亨 ᠾᠸᠩhwng  |                 | hou 喉 ᠾᠸᠤhwu  | hong 烘 ᠾᠣᠩhong  |   |
| ᡁᠢ zh   | zha 渣 ᠵᠠja | zhai 斋 ᠵᠠᠢjai | zhao 招 ᠵᠣᠣjoo | zhan 毡 ᠵᠠᠨjan | zhang 張 ᠵᠠᠩjang | zhe 遮 ᠵᠸjw | zhei 这 ᠵᠸᠢjwi |            | zhen 真 ᠵᠧᠨjwn | zheng 争 ᠵᠧᠩjwng |                 | zhou 周 ᠵᠸᠤjwu | zhong 中 ᠵᠥᠩjöng |   |
| ᡂᠢ ch   | cha 插 ᠴᠠča | chai 柴 ᠴᠠᠢčai | chao 超 ᠴᠣᠣčoo | chan 搀 ᠴᠠᠨčan | chang 昌 ᠴᠠᠩčang | che 車 ᠴᠸčw |                |            | chen 塵 ᠴᠧᠨčwn | cheng 撑 ᠴᠧᠩčwng |                 | chou 抽 ᠴᠸᠤčwu | chong 充 ᠵᠥᠩčöng |   |
| ᠱᠢsh    | sha 沙 ᠱᠠša | shai 篩 ᠱᠠᠢšai | shao 烧 ᠱᠣᠣšoo | shan 山 ᠱᠠᠨšan | shang 商 ᠱᠠᠩšang | she 賒 ᠱᠧšw | shei 誰 ᠱᠧᠢšwi |            | shen 申 ᠱᠧᠨšwn | sheng 生 ᠱᠧᠩšwng |                 | shou 収 ᠱᠸᠤšwu |                  |   |
| ᠿ ř     |             |                | rao 繞 ᠿᠣᠣřoo  | ran 然 ᠿᠠᠨřan  | rang 嚷 ᠿᠠᠩřang  | re 熱 ᠿᠧřw  |                |            | ren 人 ᠿᠧᠨřwn  | reng 扔 ᠿᠧᠩřwng  |                 | rou 肉 ᠿᠸᠤřwu  | rong 容 ᠿᠥᠩřöng  |   |
| ᠽz      | za 匝 ᠽᠠza  | zai 災 ᠽᠢzai   | zao 糟 ᠽᠣᠣzoo  | zan 簪 ᠽᠠᠨzan  | zang 臟 ᠽᠠᠩzang  | ze 則 ᠽᠧzw  | zei 賊 ᠽᠧᠢzwi  |            | zen 怎 ᠽᠧᠨzwn  | zeng 增 ᠽᠧᠩzwng  |                 | zou 鄒 ᠽᠸᠤzwu  | zong 宗 ᠽᠥᠩzöng  |   |
| ᠼc      | ca 擦 ᠼᠠca  | cai 才 ᠼᠢcai   | cao 操 ᠼᠣᠣcoo  | can 餐 ᠼᠠᠨcan  | cang 倉 ᠼᠠᠩcang  | ce 策 ᠼᠧcw  |                |            | cen 岑 ᠼᠧᠨcwn  | ceng 層 ᠼᠸᠩcwng  |                 | cou 湊 ᠼᠸᠤcwu  | cong 聪 ᠼᠥᠩcöng  |   |
| ᠰs      | sa 撒 ᠰᠠsa  | sai 腮 ᠰᠢsai   | sao 骚 ᠰᠣᠣsoo  | san 三 ᠰᠠᠨsan  | sang 桑 ᠰᠠᠩsang  | se 色 ᠰᠧsw  |                |            | sen 森 ᠰᠧᠨswn  | seng 僧 ᠰᠸᠩswng  |                 | sou 捜 ᠰᠸᠤswu  | song 松 ᠰᠥᠩsöng  |   |

| Vokal   | i                    | i                | i                   | i                | i                     | i                   | i                     | i                     | i                        | i                     |
| Auslaut | i                    | ia               | iao                 | ie               | iu                    | ian                 | in                    | iang                  | ing                      | iong                  |
| ------- | -------------------- | ---------------- | ------------------- | ---------------- | --------------------- | ------------------- | --------------------- | --------------------- | ------------------------ | --------------------- |
| Anlaut  | yi 衣 ᠢ᠂ᠶᠢ i, yi     | ya 呀 ᠶᠠ ya      | yao 腰 ᠶᠣᠣ yoo      | ye 耶 ᠶᠸ yw      | you 尤 ᠢᠤ᠂ᠶᠸᠤ iu, ywu | yan 烟 ᠶᠠᠨ yan      | yin 因 ᠢᠨ᠂ᠶᠢᠨ in, yin | yang 央 ᠶᠠᠩ yang      | ying 英 ᠢᠩ᠂ᠶᠢᠩ ing, ying | yong 雍 ᠶᠥᠩ yöng      |
| ᠪ b     | bi 逼 ᠪᠢ bi          |                  | biao 標 ᠪᠢᠶᠣᠣ biyuu | bie 別 ᠪᠢᠶᠸ biyw |                       | bian 边 ᠪᠢᠶᠠᠨ biyan | bin 賓 ᠪᠢᠨ bin        |                       | bing 兵 ᠪᠢᠩ bing         |                       |
| ᠫ p     | pi 批 ᠫᠢ pi          |                  | piao 飄 ᠫᠢᠶᠣᠣ piyuu | pie 撇 ᠫᠢᠶᠸ piyw |                       | pian 偏 ᠫᠢᠶᠠᠨ piyan | pin 拼 ᠫᠢᠨ pin        |                       | ping 平 ᠫᠢᠩ ping         |                       |
| ᠮ m     | mi 咪 ᠮᠢ mi          |                  | miao 苗 ᠮᠢᠶᠣᠣ miyuu | mie 滅 ᠮᠢᠶᠸ miyw | miu 謬 ᠮᠢᠤ miu        | mian 面 ᠮᠢᠶᠠᠨ miyan | min 民 ᠮᠢᠨ min        |                       | ming 明 ᠮᠢᠩ ming         |                       |
| ᠳ d     | di 抵 ᠳ᠋ᠢ di          |                  | diao 雕 ᠳ᠋ᠢᠶᠣᠣ diyuu | die 爹 ᠳ᠋ᠢᠶᠸ diyw | diu 丟 ᠳ᠋ᠢᠤ diu        | dian 顛 ᠳ᠋ᠢᠶᠠᠨ diyan |                       |                       | ding 丁 ᠳ᠋ᠢᠩ ding         |                       |
| ᠲ t     | ti 梯 ᠲᠢ ti          |                  | tiao 挑 ᠲᠢᠶᠣᠣ tiyuu | tie 貼 ᠲᠢᠶᠸ tiyw |                       | tian 天 ᠲᠢᠶᠠᠨ tiyan |                       |                       | ting 听 ᠲᠢᠩ ting         |                       |
| ᠨ n     | ni 尼 ᠨᠢ ni          |                  | niao 鳥 ᠨᠢᠶᠣᠣ niyuu | nie 捏 ᠨᠢᠶᠸ niyw | niu 牛 ᠨᠢᠤ niu        | nian 年 ᠨᠢᠶᠠᠨ niyan | nin 您 ᠨᠢᠨ nin        | niang 娘 ᠨᠢᠶᠠᠩ niyang | ning 寧 ᠨᠢᠩ ning         |                       |
| ᠯ l     | li 哩 ᠯᠢ ni          | lia 倆 ᠯᠢᠶᠠ liya | liao 撩 ᠯᠢᠶᠣᠣ niyuu | lie 列 ᠯᠢᠶᠸ niyw | liu 溜 ᠯᠢᠤ niu        | lian 連 ᠯᠢᠶᠠᠨ niyan | lin 林 ᠯᠢᠨ nin        | liang 良 ᠯᠢᠶᠠᠩ niyang | ling 令 ᠯᠢᠩ ning         |                       |
| ᠵ j     | ji 基 ᠵᠢ᠂ᠵᠢᠢ ji, jii | jia 家 ᠵᠢᠶᠠ jiya | jiao 交 ᠵᠢᠶᠣᠣ jiyuu | jie 街 ᠵᠢᠶᠸ jiyw | jiu 鳩 ᠵᠢᠤ jiu        | jian 兼 ᠵᠢᠶᠠᠨ jiyan | jin 今 ᠵᠢᠨ jin        | jiang 江 ᠵᠢᠶᠠᠩ jiyang | jing 京 ᠵᠢᠩ jing         | jiong 迥 ᠵᠢᠶᠥᠩ jiyüng |
| ᠴ q     | qi 欺 ᠴᠢ či          | qia 恰 ᠴᠢᠶᠠ čiya | qiao 敲 ᠴᠢᠶᠣᠣ čiyuu | qie 切 ᠴᠢᠶᠸ čiyw | qiu 秋 ᠴᠢᠤ čiu        | qian 牽 ᠴᠢᠶᠠᠨ čiyan | qin 親 ᠴᠢᠨ čin        | qiang 腔 ᠴᠢᠶᠠᠩ čiyang | qing 青 ᠴᠢᠩ čing         | qiong 窮 ᠴᠢᠶᠥᠩ čiyüng |
| ᠱ x     | xi 希 ᠰᠢ si          | xia 虾 ᠰᠢᠶᠠ siya | xiao 消 ᠰᠢᠶᠣᠣ siyuu | xie 歇 ᠰᠢᠶᠸ siyw | xiu 休 ᠰᠢᠤ siu        | xian 先 ᠰᠢᠶᠠᠨ siyan | xin 欣 ᠰᠢᠨ sin        | xiang 香 ᠰᠢᠶᠠᠩ siyang | xing 星 ᠰᠢᠩ sing         | xiong 凶 ᠰᠢᠶᠥᠩ siyüng |
| ᡁᠢ zh   | zhi 知 ᡁᠢ zhi        |                  |                     |                  |                       |                     |                       |                       |                          |                       |
| ᡂᠢ ch   | chi 蚩 ᡂᠢ chi        |                  |                     |                  |                       |                     |                       |                       |                          |                       |
| ᠱᠢsh    | shi 詩 ᠱᠢ shi        |                  |                     |                  |                       |                     |                       |                       |                          |                       |
| ᠿ ř     | ri 日 ᠿᠢ ři          |                  |                     |                  |                       |                     |                       |                       |                          |                       |
| ᠽz      | zi 資 ᠽᠢ zi          |                  |                     |                  |                       |                     |                       |                       |                          |                       |
| ᠼc      | ci 雌 ᠼᠢ ci          |                  |                     |                  |                       |                     |                       |                       |                          |                       |
| ᠰs      | si 思 ᠰᠸ sw          |                  |                     |                  |                       |                     |                       |                       |                          |                       |

| Vokal   | u           | u                | u                | u                   | u              | u                   | u              | u                     | u               | ü              | ü                   | ü                  | ü                 |
| Auslaut | u           | ua               | uo               | uai                 | ui             | uan                 | un             | uang                  | ueng            | ü              | üe                  | üan                | ün                |
| ------- | ----------- | ---------------- | ---------------- | ------------------- | -------------- | ------------------- | -------------- | --------------------- | --------------- | -------------- | ------------------- | ------------------ | ----------------- |
| Anlaut  | wu 烏 ᠡᠤeu  | wa 哇 ᠸᠠwa       | wo 窩 ᠸᠸww       | wai 歪 ᠸᠠᠢwai       | wei 威 ᠸᠸᠢwwi  | wan 湾 ᠸᠠᠨwan       | wen 温 ᠸᠸᠨwwn  | wang 汪 ᠸᠠᠩwang       | weng 翁 ᠸᠸᠩwwng | yu 迂 ᠢᠤᠢiui   | yue 月 ᠶᠥᠸᠡᠢyüwei   | yuan 冤 ᠶᠤᠸᠠᠨyuwan | yun 暈 ᠶᠦᠨyün     |
| ᠪ b     | bu 不 ᠪᠤbo  |                  |                  |                     |                |                     |                |                       |                 |                |                     |                    |                   |
| ᠫ p     | pu 扑 ᠫᠤpo  |                  |                  |                     |                |                     |                |                       |                 |                |                     |                    |                   |
| ᠮ m     | mu 木 ᠮᠥmo  |                  |                  |                     |                |                     |                |                       |                 |                |                     |                    |                   |
| ᠹ f     | fu 夫 ᠹᠣfo  |                  |                  |                     |                |                     |                |                       |                 |                |                     |                    |                   |
| ᠳ d     | du 都 ᠳ᠋ᠥdo  |                  | duo 多 ᠳ᠋ᠥᠸᠸdöww  |                     | dui 堆 ᠳ᠋ᠥᠢdöi  | duan 端 ᠳ᠋ᠤᠸᠠᠨduwan  | dun 敦 ᠳ᠋ᠥᠨdön  |                       |                 |                |                     |                    |                   |
| ᠲ t     | tu 禿 ᠲᠥto  |                  | tuo 拖 ᠲᠥᠸᠸtöww  |                     | tui 推 ᠲᠥᠢtöi  | tuan 团 ᠲᠤᠸᠠᠨtuwan  | tun 呑 ᠲᠥᠨtön  |                       |                 |                |                     |                    |                   |
| ᠨ n     | nu 奴 ᠨᠥno  |                  | nuo 糯 ᠨᠥᠸᠸnöww  |                     |                | nuan 暖 ᠨᠤᠸᠠᠨnuwan  | nun 嫩 ᠨᠥᠨnön  |                       |                 | nü 女 ᠨᠢᠤᠢniui | nüe 虐 ᠨᠢᠤᠸᠸᠢniuwwi |                    |                   |
| ᠯ l     | lu 炉 ᠯᠥlo  |                  | luo 羅 ᠯᠥᠸᠸlöww  |                     |                | luan 乱 ᠯᠤᠸᠠᠨluwan  | lun 掄 ᠯᠥᠨlön  |                       |                 | lü 呂 ᠯᠢᠤᠢliui | lüe 略 ᠯᠢᠤᠸᠸᠢliuwwi |                    |                   |
| ᠭ ᠺ g   | gu 姑 ᠺᠣgo  | gua 瓜 ᠭᠤᠸᠠγuwa  | guo 鍋 ᠺᠥᠸᠸgöww  | guai 乖 ᠭᠤᠸᠠᠢγuwai  | gui 規 ᠺᠥᠢgüi  | guan 官 ᠭᠤᠸᠠᠨγuwan  | gun 袞 ᠺᠥᠨgön  | guang 光 ᠭᠤᠸᠠᠩγuwang  |                 |                |                     |                    |                   |
| ᠻ k     | ku 枯 ᠻᠣko  | kua 夸 ᠻᠤᠸᠠkuwa  | kuo 闊 ᠻᠥᠸᠸköww  | kuai 快 ᠻᠤᠸᠠᠢkuwai  | kui 虧 ᠻᠥᠢküi  | kuan 貫 ᠻᠤᠸᠠᠨkuwan  | kun 昆 ᠻᠥᠨkön  | kuang 匡 ᠻᠤᠸᠠᠩkuwang  |                 |                |                     |                    |                   |
| ᠬ ᠾ h   | hu 呼 ᠬᠣqo  | hua 花 ᠬᠤᠸᠠquwa  | huo 貨 ᠾᠥᠸᠸhöww  | huai 坏 ᠬᠤᠸᠠᠢquwai  | hui 灰 ᠾᠥᠢhüi  | huan 欢 ᠬᠤᠸᠠᠨquwan  | hun 昏 ᠾᠥᠨhön  | huang 荒 ᠬᠤᠸᠠᠩquwang  |                 |                |                     |                    |                   |
| ᠵ j     |             |                  |                  |                     |                |                     |                |                       |                 | ju 居 ᠵᠢᠤᠢjiui | jue 決 ᠵᠢᠤᠸᠸᠢjiuwwi | juan 捐 ᠵᠢᠤᠠᠨjiuen | jun 軍 ᠵᠢᠶᠦᠨjiyün |
| ᠴ q     |             |                  |                  |                     |                |                     |                |                       |                 | qu 区 ᠴᠢᠤᠢciui | que 欠 ᠴᠢᠤᠸᠸᠢciuwwi | quan 圏 ᠴᠢᠤᠠᠨciuen | qun 群 ᠴᠢᠶᠦᠨciyün |
| ᠱ x     |             |                  |                  |                     |                |                     |                |                       |                 | xu 虚 ᠰᠢᠤᠢsiui | xue 靴 ᠰᠢᠤᠸᠸᠢsiuwwi | xuan 宣 ᠰᠢᠤᠠᠨsiuen | xun 勛 ᠰᠢᠶᠦᠨsiyün |
| ᡁᠢzh    | zhu 猪 ᠵᠤju | zhua 抓 ᠵᠤᠸᠠjuwa | zhuo 桌 ᠵᠥᠸᠸjöww | zhuai 拽 ᠵᠤᠸᠠᠢjuwai | zhui 追 ᠵᠥᠢjüi | zhuan 专 ᠵᠤᠸᠠᠨjuwan | zhun 准 ᠵᠦᠨjön | zhuang 庄 ᠵᠣᠸᠠᠩjuwang |                 |                |                     |                    |                   |
| ᡂᠢch    | chu 初 ᠴᠤču | chua 欻 ᠴᠤᠸᠠčuwa | chuo 戳 ᠴᠥᠸᠸčöww | chuai 揣 ᠴᠤᠸᠠᠢčuwai | chui 吹 ᠴᠥᠢčüi | chuan 川 ᠴᠤᠸᠠᠨčuwan | chun 春 ᠴᠦᠨčön | chuang 窓 ᠴᠣᠸᠠᠩčuwang |                 |                |                     |                    |                   |
| ᠱᠢsh    | shu 書 ᠱᠤšu | shua 刷 ᠱᠤᠸᠠšuwa | shuo 说 ᠱᠥᠸᠸšöww | shuai 衰 ᠱᠤᠸᠠᠢšuwai | shui 水 ᠱᠥᠢšüi | shuan 閂 ᠱᠤᠸᠠᠨšuwan | shun 順 ᠱᠦᠨšön | shuang 双 ᠱᠣᠸᠠᠩšuwang |                 |                |                     |                    |                   |
| ᠿ ř     | ru 如 ᠿᠤřu  |                  | ruo 弱 ᠿᠥᠸᠸřöww  |                     | rui 锐 ᠿᠥᠢřüi  | ruan 軟 ᠿᠤᠸᠠᠨřuwan  | run 潤 ᠿᠦᠨřön  |                       |                 |                |                     |                    |                   |
| ᠽz      | zu 租 ᠽᠤzu  |                  | zuo 座 ᠽᠥᠸᠸzöww  |                     | zui 最 ᠽᠥᠢzüi  | zuan 鑽 ᠽᠤᠸᠠᠨzuwan  | zun 尊 ᠽᠦᠨzön  |                       |                 |                |                     |                    |                   |
| ᠼc      | cu 粗 ᠼᠤcu  |                  | cuo 搓 ᠼᠥᠸᠸcöww  |                     | cui 崔 ᠼᠥᠢcüi  | cuan 窜 ᠼᠤᠸᠠᠨcuwan  | cun 村 ᠼᠦᠨcön  |                       |                 |                |                     |                    |                   |
| ᠰs      | su 蘇 ᠰᠤsu  |                  | suo 梭 ᠰᠥᠸᠸsöww  |                     | sui 雖 ᠰᠥᠢsüi  | suan 酸 ᠰᠤᠸᠠᠨsuwan  | sun 孫 ᠰᠦᠨsön  |                       |                 |                |                     |                    |                   |